# Mar de Riiser-Larsen
El mar de Riiser-Larsen es un mar marginal del océano Antártico situado a ambos lados del límite convencional de los océanos Atlántico e Índico. Se encuentra entre el mar de Lázarev al oeste y el mar de los Cosmonautas al este, es decir entre los 14°E y 34°E. La cordillera submarina Gunnerus, que es una continuación de la península Riiser-Larsen, es la frontera natural con el mar de los Cosmonautas, mientras que la cordillera submarina Astrid se encuentra en su lado occidental. Su límite norte se considera que corresponde al paralelo 65° Sur.
El nombre fue dado en homenaje al explorador noruego de la Antártida Hjalmar Riiser-Larsen. En la parte occidental del mar está la barrera de hielo Lázarev, y más al este el puerto de hielo Erskine y el puerto de hielo Godel.
Al sur del mar de Riiser-Larsen se encuentran la costa de la Princesa Astrid y la costa de la Princesa Ragnhild, que forman parte de la Tierra de la Reina Maud, reclamada por Noruega.
Este mar cubre un área de 1 138 300 km², mayormente con profundidades mayores de 3000 m. La mayor parte del año está cubierto de hielo a la deriva, con muchos icebergs. La primera información sobre lo que hoy se conoce como mar de Riiser-Larsen se obtuvo de la expedición rusa de Fabian Gottlieb von Bellingshausen (1819-1820). La mayor contribución al estudio de este mar fue hecha por Expedición Antártica Soviética, durante la cual (en 1962) sus participantes lo identificaron como un mar independiente dentro del océano Austral. 
En la costa del mar no hay estaciones científicas, pero en el interior de la Tierra de la Reina Maud esta la japonesa Base Asuka.

## Referencias

Mar de Riiser-Larsen como parte del océano Antártico.